# Stenospermation densiovulatum
Stenospermation densiovulatum — вид квіткових рослин із родини кліщинцевих (Araceae), роду Stenospermation. Це ліана, рідним ареалом якої є зх. Колумбія, Еквадор.